# کریستیانو آوالوز
کریستیانو آوالوز (به پرتغالی: Cristiano Espindola de Ávalos dos Passos) مدافع اهل برزیل است که در شهر مار زنگی و در تاریخ ۲۷ دسامبر ۱۹۷۷ به دنیا آمده‌است.
کریستیانو آوالوز در تیم‌های فوتبال Cascavel سابقهٔ حضور دارد.